# Il mondo della luna (Galuppi)
Il mondo della luna ist eine Opera buffa (Originalbezeichnung: „Dramma giocoso“) in drei Akten von Baldassare Galuppi (Musik) mit einem Libretto von Carlo Goldoni. Sie wurde am 29. Januar 1750 im Teatro San Moisè in Venedig uraufgeführt.

## Gestaltung

### Musik
Die originale Orchesterbesetzung der Oper sieht lediglich zwei Oboen, zwei Hörner und Streicher vor. Für die CD-Einspielung von 1997 ergänzte Franco Piva zwei Flöten und ein Fagott.:12
Die Musik ist schlicht gehalten. Ihre Ausdruckskraft erhält sie im Wesentlichen durch melodische und strukturelle Abwechslung. Auf harmonische Besonderheiten verzichtet Galuppi abgesehen von kurzen Wechseln auf Nebentonarten oder gelegentliche überraschende Kadenz-Wendungen weitgehend. Die Form ist durch den Text vorgegeben. Bemerkenswert ist vor allem Buonafedes Arie „La ragazza col vecchione“ (I:3), in der er sein Erstaunen über die Lebensweise auf dem Mond durch kurze energische melodische Wendungen kundtut.

### Musiknummern
Die in der Pariser Nationalbibliothek erhaltene Partitur enthält drei Cavatinen, fünf Arien ohne da-capo-Wiederholung, zwölf da-capo-Arien, drei Duette, zwei Quartette, zwei Chorsätze und vier piccole sinfonie.:8
- Sinfonia: Allegro – Andante – Presto

Erster Akt
- Chor: „O luna lucente“ – „Prendiamo, fratelli“ (Szene 1)
- Cavatine (Buonafede): „Ho veduto una ragazza“ (Szene 3)
- Cavatine (Buonafede): „Ho veduto un buon marito“ (Szene 3)
- Cavatine (Buonafede): „Ho veduto dall‘amante“ (Szene 3)
- Arie (Buonafede): „La ragazza col vecchione“ (Szene 3, ohne da-capo)
- Arie (Ecclitico): „Un poco di denaro“ (Szene 4)
- Arie (Ernesto): „Se amor provasti mai“[A 2] (Szene 5)
- Arie (Cecco): „Mi fanno ridere“ (Szene 6)
- Arie (Flaminia): „Affetti non turbate“[A 3] (Szene 7)
- Arie (Clarice): „Son fanciulla da marito“ (Szene 8)
- Arie (Lisetta): „Una donna come me“ (Szene 9)
- Finale I (Quartett): „Vado, vado; volo, volo“ (Szene 10)

Zweiter Akt
- Piccola sinfonia (1) (Szene 1)
- Piccola sinfonia (2) (Szene 1)
- Arie (Ecclitico): „Voi lo sapete“ (Szene 3)
- Piccola sinfonia (3) (Szene 4)
- Arie (Cecco): „Un avaro suda e pena“ (Szene 5, ohne da-capo)
- Arie (Ernesto): „A quelle luci amate“[A 4] (Szene 6)
- Arie (Buonafede): „Che mondo amabile“ (Szene 7, ohne da-capo)
- Duett (Lisetta, Buonafede): „Non aver di me sospetto“ (Szene 9)
- Recitativo accompagnato und Arie (Lisetta, Cecco): „Lei è mio“ – „Se lo comanda“ (Szene 10)
- Piccola sinfonia (4) (Szene 10)
- Arie (Flaminia): „Se la mia stella“ (Szene 11)
- Arie (Clarice): „Quanta gente che sospira“ (Szene 12, ohne da-capo)
- Finale II (Quartett): „Mia principessa“ (Szene 14)

Dritter Akt
- Arie (Clarice): „Un parigin che serva“ (Szene 2)
- Arie (Flaminia): „Se la mia stella“[A 5] (Szene 3)
- Arie (Lisetta): „Quando si trovano“ (Szene 4)
- Duett (Ernesto, Flaminia): „Cara ti stringo al seno“ (Szene 6)
- Duett (Ecclitico, Clarice): „Sposina mia cara“ (Szene 6)
- Arie (Buonafede): „Qua la mano“ (Szene 6, ohne da-capo)
- Finale III (mit Chor): „Questo è quelle che succede“ (Szene 6)

## Werkgeschichte
Carlo Goldoni schrieb das Libretto dieser Oper im Jahr 1750. Der Text ist von Cyrano de Bergeracs Voyage dans la lune (1650) und Anne Mauduit de Fatouvilles Komödie Arlequin empereur dans la lune (Paris 1684) inspiriert. Letztere wiederum basiert auf einer Commedia-dell’arte-Vorlage.:267
Bei der Uraufführung am 29. Januar 1750 im Teatro San Moisè in Venedig sangen Alessandro Renda (Ecclitico), Francesco Baglioni (Buonafede), Dionisia Lepri (Flaminia), Costanza Rossignoli (Lisetta), Serafina Penni (Clarice), Francesco Carattoli (Cecco) und Berenice Penna (Ernesto). Das Bühnenbild stammte von Girolamo Mauro. Die Choreografie der beiden in die Opernhandlung einbezogenen Ballette stammte von Domenico Minelli. Für das zweite (L’incoronazione di Diana sposata a Endiome) wurde ein separates Textbuch veröffentlicht.
Das Werk wurde in den folgenden Jahren auch in vielen anderen Städten gespielt. Nachweisbar sind Aufführungen in den Jahren 1750 (Venedig, Vicenza), 1751 (Parma, Venedig, Florenz, Mailand, Barcelona), 1752 (Vercelli), 1753 (Treviso, Braunschweig, Brüssel, Amsterdam, Haarlem, Venedig), 1754 (Civitavecchia, Rom, Dresden), 1755 (Padua, Amsterdam, Hamburg, Genua, Prag, Bologna), 1756 (Perugia, Modena, Bologna), 1758 (Sankt Petersburg, Moskau), 1760 (Braunschweig, London, Turin) und 1761 (London, Brünn).
Die Oper ist in zahlreichen Kopien erhalten, die an die jeweiligen Aufführungsbedingungen angepasst wurden und daher vom Libretto abweichen. Ein weitgehend vollständiges Manuskript ist in der Pariser Nationalbibliothek überliefert. Darin fehlen lediglich der Dialog zwischen Buonafede und den Studenten (I:3), der Dialog der vier Ritter mit Eclittico und Buonafede (II:3) und ein Abschnitt vor dem Schlusschor. Außerdem haben vier Arien des Ernesto (I:5 und II:6) und der Flaminia (I:7 und III:3) vom Libretto abweichende Texte.:11
Die erste Aufführung in neuerer Zeit gab es im September 1979 im Teatro Sociale in Rovigo unter der Leitung von Franco Piva. Regie führte Antonio Taglioni. Bühne und Kostüme stammten von Gabbris Ferrari.:15

## Aufnahmen
- 1997 – Franco Piva (Dirigent), Intermusica Ensemble.
 Giorgio Gatti (Ecclitico), Gastone Sarti (Buonafede), Paola Antonucci (Flaminia), Patricia Cigna (Lisetta), Barbara di Castri (Clarice), Claudio Ottino (Cecco), Enrico Facini (Ernesto).
 Live aus Pesaro.
 Bongiovanni GB2217/19-2.[7]